# Ореб
Ореб (укр. Ореб) — река в Самборском районе Львовской области Украины. Правый приток Днестра (бассейн Чёрного моря).
Длина реки 14 км, площадь бассейна 34,5 км². В верхнем течении имеет горный характер, с узкой и глубокой долиной. В низовьях приобретает равнинный характера. Русло слабоизвилистое, местами каменистое, с перекатами.
Берёт начало в лесном массиве севернее села Блажев. Течёт преимущественно на северо-восток, в приустьевой части — на север. Впадает в Днестр напротив южной окраины города Самбор. На реке расположено село Чуква.
Основной приток — Солоница (левый).